# 柴生田敦夫
柴生田 敦夫（しぼおた あつお、1954年5月14日 - ）は、日本の経済産業官僚。経済産業省貿易経済協力局長や、財務省関税局長、富士石油代表取締役社長を経て、同社代表取締役会長。

## 人物・経歴
東京都出身。東京学芸大学附属高等学校、東京大学法学部第2類（公法コース）卒業。1977年 通商産業省入省（産業政策局総務課）。1978年5月 通商産業省産業政策局産業組織政策室。1979年7月 資源エネルギー庁海洋開発室。1981年9月 通商産業省通商政策局通商企画調査室。1982年7月 留学（カリフォルニア大学ロサンゼルス校経営大学院）。1984年6月　通商政策局米州大洋州課。1986年6月 立地公害局工業再配置課。1988年6月　立地公害局立地政策課。1989年7月　工業技術院総務課（法令審査委員）。1990年6月 産業政策局総務課（法令審査委員）。1991年6月 立地公害局環境政策課地球環境対策室長。1992年6月 外務省在米日本国大使館参事官。1995年7月 通商産業省大臣官房広報課長。
1996年8月 通商産業省通商政策局米州課長。1998年6月 通商産業省機械情報産業局航空機武器宇宙産業課長。2001年1月6日 経済産業省製造産業局航空機武器宇宙産業課長。2003年7月 経済産業省貿易経済協力局貿易管理部長。2005年 独立行政法人日本貿易振興機構北京センター所長。2008年 独立行政法人経済産業研究所研究グループ上席研究員兼資源エネルギー庁エネルギー交渉官。2009年 経済産業省貿易経済協力局長。
第二次世界大戦後初となる財務省と経済産業省間の局長級交換人事により、2010年からは財務省関税局長兼税関研修所長を務めた。2012年 退官、富士石油株式会社顧問。2013年 富士石油株式会社代表取締役専務取締役、AOCホールディングス株式会社代表取締役専務取締役。2014年 富士石油株式会社代表取締役社長。2021年富士石油株式会社代表取締役会長。石油連盟理事兼務。